# 石梓醇
石梓醇（英语：Gmelinol）是一种木脂素。(+)-石梓醇可以从云南石梓的心材中分离出来。该化合物与在同一物种中发现的其他四种化学物质（(+)-7′-O-ethyl arboreol、(+)-泡桐素、(+)-表桉脂素和(−)-β-谷固醇）显示出抗真菌活性对抗云芝。